# Centrolene
Centrolene is een geslacht van kikkers uit de familie glaskikkers (Centrolenidae). De groep werd voor het eerst wetenschappelijk beschreven door Marcos Jiménez de la Espada in 1872. Later werd de wetenschappelijke naam Centrolenella gebruikt.
Er zijn 27 soorten, inclusief pas recentelijk ontdekte soorten zoals de pas in 2014 voor het eerst beschreven kikker Centrolene charapita. Vroeger waren er ruim veertig soorten die tot dit geslacht behoorden, maar veel soorten worden tegenwoordig tot andere geslachten gerekend. Alle soorten komen voor in delen van Zuid-Amerika. De kikkers leven in vochtige bossen.

## Soorten
Geslacht Centrolene
- Soort Centrolene altitudinale
- Soort Centrolene antioquiense
- Soort Centrolene bacatum
- Soort Centrolene ballux
- Soort Centrolene buckleyi
- Soort Centrolene charapita
- Soort Centrolene condor
- Soort Centrolene daidaleum
- Soort Centrolene geckoideum
- Soort Centrolene gemmatum
- Soort Centrolene heloderma
- Soort Centrolene hesperium
- Soort Centrolene huilense
- Soort Centrolene hybrida
- Soort Centrolene lemniscatum
- Soort Centrolene lynchi
- Soort Centrolene muelleri
- Soort Centrolene notostictum
- Soort Centrolene paezorum
- Soort Centrolene peristictum
- Soort Centrolene pipilatum
- Soort Centrolene sabini
- Soort Centrolene sanchezi
- Soort Centrolene savagei
- Soort Centrolene scirtetes
- Soort Centrolene solitaria
- Soort Centrolene venezuelense

Centrolene · Chimerella · Cochranella · Espadarana · Nymphargus · Rulyrana · Sachatamia · Teratohyla · Vitreorana